# Лолија Паулина
Лолија Паулина (15-49) је била римска царица, трећа супруга римског цара Калигуле.

## Биографија
Паулина је припадала генсу Лолија. Била је друга ћерка Марка Лолија и Волусије Сатурнине. Рођена је и одрастала је у Риму. Од својих рођака наследила је велика имања те је у детињству живела у богатству. Први муж Паулине био је Публије Мемије Регул, конзул из времена Тиберија. Након Калигулиног доласка на власт, присиљена је да се разведе и да се уда за Калигулу. Неколико дана раније Калигула се развео од Ливије Орестиле. Шест месеци касније развео се и од Паулине под изговором да је стерилна. Лолија је била царица шест месеци 38. године. Године 48. Паулина је имала прилику да поново постане царица. Овога пута била је кандидат за римског цара Клаудија. Међутим, Клаудије се на крају оженио Агрипином Млађом. Агрипина је оптужила Паулину за врачање. Према Тациту, Паулина је присиљена на самоубиство. Гроб јој је подигнут тек у време владавине цара Нерона.